# Grisú
El grisú (paraula que prové del foc grec) és un gas que es presenta de manera natural i que principalment està compost de metà, que es desprèn de les capes de carbó d'hulla i dels terrenys rocosos. Aquest gas és molt temut pels miners i han causat històricament moltes explosions en les mines amb nombroses víctimes.

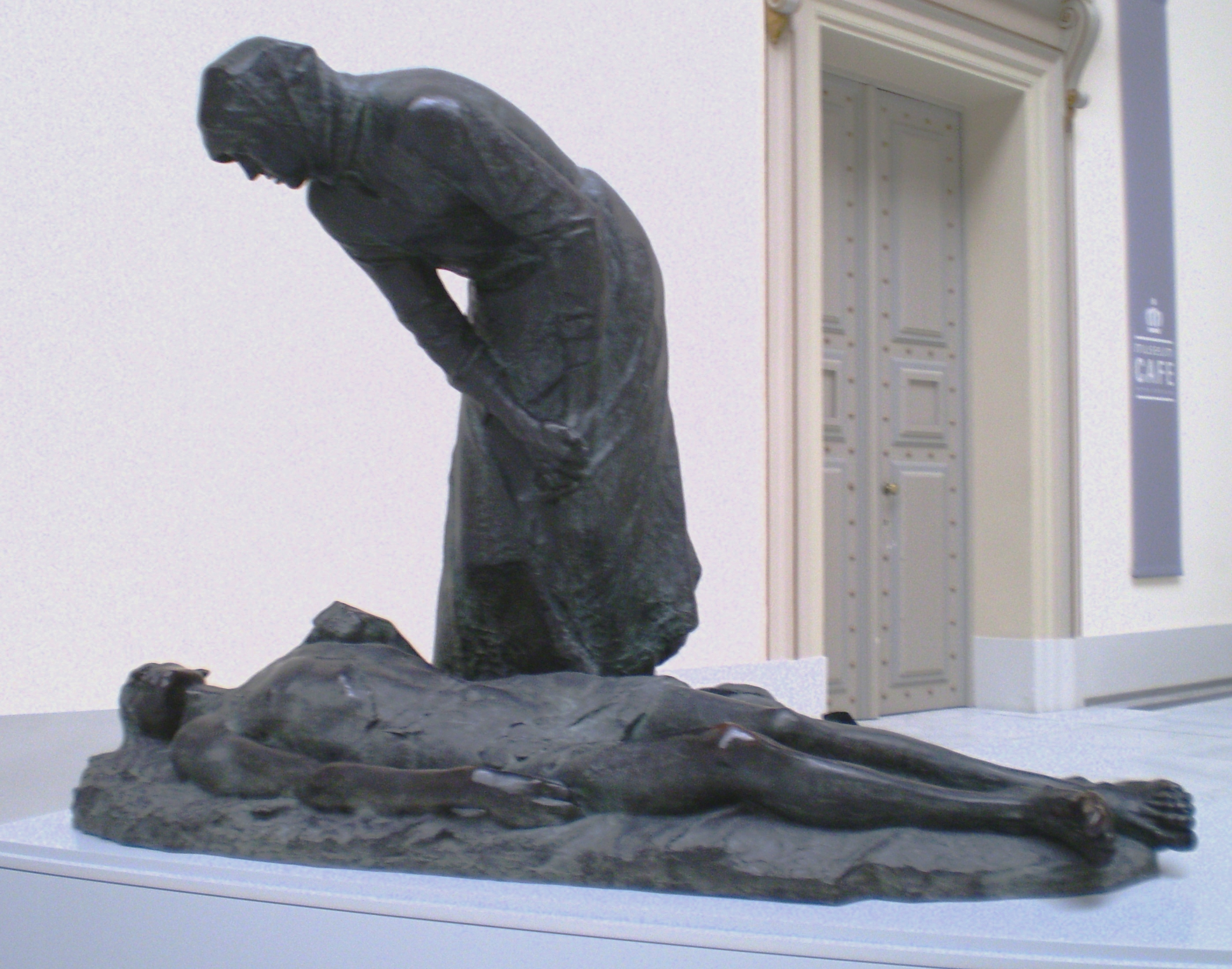
Le grisou per Constantin Meunier

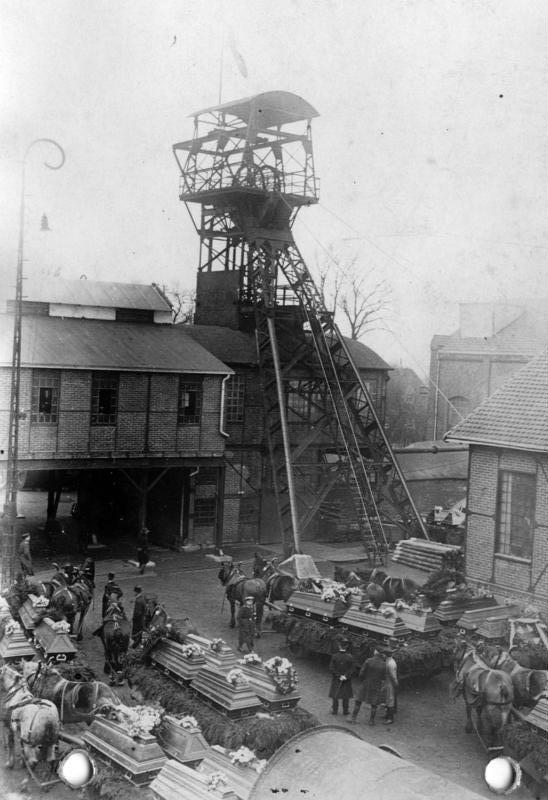
El gas grisú va causar 130 morts a Dortmund, Alemanya el febrer de 1925

## Composició del grisú
La composició del gas grisú de les conques hulleres britànico-franco-belga-renana varia entre els límits següents :
- metà: de 93,0 a 99,5% ;
- età: de 0,02 a 2,8% ;
- dihidrogen: de 0,00 a 0,23% ;
- dinitrogen: de 0,00 a 3,5% ;
- diòxid de carboni: de 0,03 a 3,4%.

En principi, es pot per tant assimilar el grisú a gas metà, gas extremadament combustible.

## Propietats del grisú
La seva massa volúmica és de 0,72 kg/m³ i la seva densitat respecte a l'aire és de 0,558. A més, és inodor i incolor.
A pressió i temperatura normals, els continguts límits d'inflamabilitat són de 5,6 i 14%. La combustió explosiva és entre 6 i 12%.
L'equació d'equilibri de la combustió del metà és:
CH4 + 2 O2 → CO₂} + 2 H2O

## Explosió de grisú
L'explosió de grisú és un accident dins una mina, sovint és mortal i agreujat per l'enfonsament de les galeries i de vegades per una explosió de pols, si bé de vegades no se sap quina de les dues explosions és la que ha provocat la catàstrofe.

### Prevenció de les explosions de grisú
La primera mesura consisteix a evitar les flames nues i les espurnes. Les llanternes dels miners han evolucionat cap a una flama protegida: l'aire entra a través d'un tamís especial per alimentar la flama, l'ambient en general no està en contacte amb ell. Aquesta és també la raó per la mecanització de les mines es va fer inicialment amb aire comprimit.
L'arribada i l'ús de l'electricitat en les mines amb perill de grisú requereixen precaucions especials. Els motors elèctrics i altres generadors d'espurnes, aniran tancats en "caixes antideflagrants" que impedeixen la propagació a l'atmosfera circumdant de qualsevol inflamació de l'atmosfera.
Els fregaments del metall dels pics de mà o els martells picadors sobre la pirita de ferro present en el carbó no produeixen, en teoria, una espurna prou càlida per inflamar el gas grisú (menys de 350 °C) 
La segona mesura consisteix a detectar el grisú. La llegenda parla de l'ús d'ocelles dins gàbies (que moririen en respirar el grisú) però això és erroni, ja que el grisú no és tòxic, en canvi els ocells són sensibles al monòxid de carboni que és un gas també perillós en les mines.
Les làmpades de miner amb la flama protegida també permeten detectar el grisú, si l'aire que entra pel tamís està carregat de gas grisú s'observa una aurèola (per combustió) al voltant de la flama normal que serveix per detectar el grisú. També s'usen els detectors dits grisúmetres.

### Llista d'explosions mineres de grisú
| Data                   | Lloc                                                                      | País          | Nombre de víctimes | Comentari                                   |
| ---------------------- | ------------------------------------------------------------------------- | ------------- | ------------------ | ------------------------------------------- |
| 1514                   | Barbeau, Liège, Principat de Lieja                                        | Bèlgica       | 98                 |                                             |
| 18 d'agost de 1708     | Fatfield (comtat de Durham)                                               | Gran Bretanya | 69                 |                                             |
| 1710                   | Bensham (Northumberland)                                                  | Gran Bretanya | 75                 |                                             |
| 1727                   | Lumley Park (comté de Durham)                                             | Gran Bretanya | 60                 |                                             |
| 10 de gener de 1812    | Horloz, Tilleur                                                           | Bèlgica       | 68                 |                                             |
| 25 de maig de 1812     | Felling, Brandling Main (comtat de Durham)                                | Gran Bretanya | 92                 |                                             |
| 2 de juny de 1815      | Newbottle, Succes Pit (comtat de Durham)                                  | Gran Bretanya | 57                 |                                             |
| 1819                   | Wasmes                                                                    | Bèlgica       | 91                 |                                             |
| 23 octubre de 1821     | Wallsend, A Pit (Nothumberland)                                           | Gran Bretanya | 52                 |                                             |
| 3 novembre de 1823     | Rainton, Plain Pit (comtat de Durham)                                     | Gran Bretanya | 59                 |                                             |
| març de 1829           | Puits Sainte-Barbe, Rive-de-Gier                                          | França        | 23                 |                                             |
| 1835                   | Wallsend (Tyneside)                                                       | Gran Bretanya | 132                |                                             |
| 1839                   | Puits du Clapier, Saint-Étienne                                           | França        | ?                  |                                             |
| juliol de 1840         | Puits de l'Ile d'Elbe, Rive-de-Gier                                       | França        | 31                 |                                             |
| octubre de 1842        | Puits Saint-Charles, Firminy                                              | França        | 15                 |                                             |
| novembre de 1842       | Puits Égarande, Rive-de-Gier                                              | França        | 10                 |                                             |
| gener de 1847          | Puits de Méons, Saint-Étienne                                             | França        | 7                  |                                             |
| octubre de 1847        | Puits Fraisse, Unieux                                                     | França        | 3                  |                                             |
| 1856                   | Puits Charles, Firminy                                                    | França        | 14                 |                                             |
| 19 febrer de 1857      | Lundhill (Yorkshire)                                                      | Gran Bretanya | 189                |                                             |
| 2 de febrer de 1858    | Bardsley, Diamond Pit (Lancashire)                                        | Gran Bretanya | 53                 |                                             |
| 2 de març de 1860      | Burrandon (Nothumberland)                                                 | Gran Bretanya | 76                 |                                             |
| 1860                   | Risca (Monmouthshire)                                                     | Gran Bretanya | 142                |                                             |
| juny de 1861           | Puits de La Pompe, Saint-Étienne                                          | França        | 21                 |                                             |
| març de 1861           | Puits du Bois d'Avaize, Saint-Étienne                                     | França        | 12                 |                                             |
| 1862                   | Edmunds Main (Yorkshire)                                                  | Gran Bretanya | 59                 |                                             |
| 1866                   | Oaks (Yorkshire)                                                          | Gran Bretanya | 361                |                                             |
| 1866                   | Talk-o'-th'-Hill (Staffordshire)                                          | Gran Bretanya | 91                 |                                             |
| 1867                   | Zwickau, Fundgrube (Saxe)                                                 | Alemanya      | 101                |                                             |
| 1867                   | Zwickau, Burgerschachte (Saxe)                                            | Alemanya      | 269                |                                             |
| 1867                   | Ferndale (Glamorganshire)                                                 | Gran Bretanya | 178                |                                             |
| 1867                   | Montceau-Les-Mines, puits Cinq-Sous (dita de Ste Eugénie)                 | França        | 89                 |                                             |
| 1869                   | Puits Monterrod, Firminy                                                  | França        | 29                 |                                             |
| 1871                   | Puits Jabin, Saint-Étienne                                                | França        | 72                 |                                             |
| 13 de maig de 1873     | Westville                                                                 | Canadà        | 60                 |                                             |
| 14 d'abril de 1874     | Astley Deep, Dukinfield (Cheshire)                                        | Gran Bretanya | 54                 |                                             |
| 16 de desembre de 1875 | Agrappe, La Cour (Wallonie)                                               | Bèlgica       | 112                |                                             |
| 16 de desembre de 1875 | Swaithe Main (Yorkshire)                                                  | Gran Bretanya | 143                |                                             |
| 4 de febrer de 1876    | Puits Jabin, Saint-Étienne                                                | França        | 186                |                                             |
| 3 de juliol de 1876    | Sainte-Fontaine (Lorraine)                                                | França        | 53                 |                                             |
| 22 d'octubre de 1877   | Blantyre, N°2 Pit (Lanarkshire)                                           | Gran Bretanya | 207                |                                             |
| 1 de setembre de 1879  | Puits du Magny (Haute-Saône)                                              | França        | 16                 |                                             |
| 1880                   | Seaham (Tyneside)                                                         | Gran Bretanya | 164                |                                             |
| 14 de gener de 1885    | Liévin                                                                    | França        | 28                 |                                             |
| març de 1887           | Puits Châtelus I, Saint-Étienne                                           | França        | 79                 |                                             |
| juliol de 1889         | Puits Verpilleux núm. 1, Saint-Étienne                                    | França        | 207                | La més mortal de la conca del Loira.        |
| juliol de 1889         | Puits Neuf, Saint-Étienne                                                 | França        | 25                 |                                             |
| 29 de juliol de 1890   | Société des Mines de Villeboeuf, puits Pelissier, Saint-Étienne           | França        | 113                |                                             |
| desembre de 1891       | Puits de la Manufacture, Saint-Étienne                                    | França        | 60                 |                                             |
| juliol de 1899         | Société des Mines de Villeboeuf, puits Pélissier, Saint-Étienne           | França        | 48                 |                                             |
| 10 de març de 1906     | Catàstrofe de Courrières                                                  | França        | 1099               | La més important d'Europa.                  |
| 15 de març de 1907     | Puits Vuillemin à Petite-Rosselle                                         | França        | 83                 |                                             |
| 6 de desembre de 1907  | Catàstrofe de Monongah, Virgínia Occidental                               | Estats Units  | 956                | La més important dels Estats Units.         |
| 21 de desembre de 1910 | Hulton, Pretoria Pit (Lancashire)                                         | Gran Bretanya | 344                |                                             |
| 1912                   | Yubari (Hokkaido)                                                         | Japó          | 283                |                                             |
| 8 d'agost de 1912      | Bochum-Gerthe, Lothringen 1/2 (Ruhr)                                      | Alemanya      | 114                |                                             |
| 3 de setembre de 1912  | Fosse de La Clarence a Divion (Pas de Calais)                             | França        | 79                 |                                             |
| octubre de 1924        | Puits Combes, Roche-la-Molière                                            | França        | 48                 |                                             |
| 11 de febrer de 1925   | Dortmund                                                                  | Alemanya      | 130                |                                             |
| 1929                   | Puits Saint-Charles a Petite-Rosselle (França)                            | França        | 25                 |                                             |
| octubre de 1939        | Puits de la Loire, Saint-Étienne                                          | França        | 39                 |                                             |
| 10 de gener de 1940    | Mina n° 1, a Bartley (Virgínia Occidental)                                | Estats Units  | 91                 |                                             |
| 21 de gener de 1942    | Puits de la Chana, Villars                                                | França        | 68                 |                                             |
| 25 d'abril de 1942     | Honkeiko (Manxúria)                                                       | Xina          | 1549               | La catàstrofe minera més important del món. |
| 10 d'abril del 1944    | Mina Clara (Saldes)                                                       | Espanya       | 34                 | La mes important de catalunya.              |
| 20 de febrer de 1946   | Grimmberg 3/4 (Ruhr)                                                      | Alemanya      | 405                |                                             |
| 10 de gener de 1948    | Petite-Rosselle (Moselle)                                                 | França        | 24                 |                                             |
| 8 d'agost de 1956      | Marcinelle                                                                | Bèlgica       | 262                |                                             |
| novembre de 1956       | Springhill                                                                | Canadà        | 38                 |                                             |
| 21 de novembre de 1958 | Petite-Rosselle (Moselle)                                                 | França        | 12                 |                                             |
| 29 de maig de 1959     | Puits Sainte-Fontaine a Merlebach                                         | França        | 26                 |                                             |
| 19 d'abril de 1963     | Wittenheim (Alt Rhin)                                                     | França        | 6                  |                                             |
| 9 de novembre de 1963  | Mikawa, Miike, Omuta (Kyushu)                                             | Japó          | 458                |                                             |
| 24 de novembre de 1965 | Puits de la Tronquié a Carmaux (Tarn)                                     | França        | 12                 |                                             |
| maig de 1968           | Puits Charles, Roche-la-Molière                                           | França        | 6                  |                                             |
| 4 de febrer de 1970    | Fouquières-lez-Lens                                                       | França        | 16                 |                                             |
| 27 de desembre de 1974 | Vena de «Six sillons» de la fossa 3 dita de «Saint-Amé» a Liévin (França) | França        | 42                 |                                             |
| 3 de novembre de 1975  | Mina Consolació de Fígols (Catalunya)                                     | Espanya       | 30                 |                                             |
| 1976                   | A Hamm, a Alemanya occidental                                             | Alemanya      | 3                  |                                             |
| 25 de febrer de 1985   | Puits Simon a Forbach                                                     | França        | 22                 |                                             |
| 11 de març de 2000     | Barakov-Louoansk                                                          | Ucraïna       | 80                 |                                             |
| 10 d'abril de 2004     | Mina Taïjina, regió de Kemerovo (Sibèria)                                 | Rússia        | 47                 |                                             |
| 19 de juliol de 2004   | Mina d'hulla de Krasnolimanskaya (Donetsk)                                | Ucraïna       | 25                 |                                             |
| 20 d'octubre de 2004   | Mina Daping a Dengfeng (Henan)                                            | Xina          | 148                |                                             |
| 12 de novembre de 2004 | Mina d'hulla de Xinsheng (Lushan)                                         | Xina          | 33                 |                                             |
| 28 de novembre de 2004 | Mina de Chengjiashan (Shaanxi)                                            | Xina          | 166                |                                             |
| 9 de febrer de 2005    | Mina Essaoulskaïa, a Novokouznetsk (Sibèria)                              | Rússia        | 25                 |                                             |
| 14 de febrer de 2005   | Mina Sujiawan a Fuxin (Liaoning)                                          | Xina          | 210                |                                             |
| 19 de març de 2005     | Mina Xishui a Kangjiaoyao, Shuozhou (Shanxi)                              | Xina          | 72                 |                                             |
| 3 de juliol de 2005    | Mina del Shanxia                                                          | Xina          | 19                 |                                             |
| 19 de maig de 2005     | Mina prop de Chengde (Hebei)                                              | Xina          | 50                 |                                             |
| 11 de juliol de 2005   | Mina Shenlong a Fukang (Xinjiang)                                         | Xina          | 83                 |                                             |
| 30 d'octubre de 2005   | Mina Weijiadi a Baiyin (Gansu)                                            | Xina          | 29                 |                                             |
| 7 de novembre de 2005  | Mina de Liuguantun, Tangshan (Hebei)                                      | Xina          | 91                 |                                             |
| 27 de novembre de 2005 | Mina Dongfeng a Qitaihe (Heilongjiang)                                    | Xina          | 171                |                                             |
| 4 de febrer de 2007    | Mina La Preciosa, al nord-est de Colòmbia                                 | Colòmbia      | 32                 |                                             |
| 19 de març de 2007     | Mina Oulianovskaïa, a Novokouznetsk (Sibèria)                             | Rússia        | 106                |                                             |
| 19 d'abril de 2007     | Mina a Handan (Hebei)                                                     | Xina          | 17                 |                                             |
| 30 d'abril de 2007     | Mina il·legal a Liujiacun, comtat de Yuxian (Shanxi)                      | Xina          | 14                 |                                             |
| 5 de maig de 2007      | Mina de Pudeng a Linfen, comtat de Puxian (Shanxi)                        | Xina          | 28                 |                                             |
| 23 de maig de 2007     | Mina Xinglong, comtat de Luxian, Luzhou (Sichuan)                         | Xina          | 13                 |                                             |
| 24 de maig de 2007     | Mina Ioubileïnaïa, a Novokouznetsk (Sibèria)                              | Russia        | 38                 |                                             |
| 4 de juny de 2007      | Mina de Niheling, comtat de Jingle (Shanxi)                               | Xina          | 13                 |                                             |
| 25 de juny de 2007     | Mina Komsomolskaïa à Vorkouta (Rússia)                                    | Rússia        | 11                 |                                             |
| 8 de novembre de 2007  | Mina de Qunli, província de Guizhou                                       | Xina          | 32                 |                                             |
| 18 de novembre de 2007 | Mina de Zasyadko (óblast de Donetsk)                                      | Ucraïna       | 101                |                                             |
| 6 de desembre de 2007  | Mina al nord de la Xina                                                   | Xina          | al voltant de 100  |                                             |
| 22 de febrer de 2009   | Mina de Tunlan (Shanxi)                                                   | Xina          | 73                 |                                             |
| 21 de novembre de 2009 | Houillère de Hegang, província xinesa de Heilongjiang                     | Xina          | almenys 104        |                                             |
| 23 de febrer de 2010   | Mina d'Odakijy, província turca de Balikesir.                             | Turquia       | 17                 |                                             |
| 5 d'abril de 2010      | Mina d'Upper Big Branch, estat de Virgínia                                | USA           | 29                 |                                             |
| 16 d'octubre de 2010   | Mina de Yuzhou, província de Henan ·                                      | Xina          | almenys 20         |                                             |
| 26 de gener de 2011    | Mina La Preciosa a Sardinata                                              | Colòmbia      | 14                 |                                             |
| 29 d'octubre de 2011   | Mina Xialiuchong a Hengyang                                               | Xina          | 29                 |                                             |
| 10 de novembre de 2011 | Mina Shizong, província de Hunan                                          | Xina          | 34                 |                                             |

En total es pot estimar fins a març de 2005 que els morts per explosions de grisú, en esdeveniments de més de 50 morts, van ser 42.614 persones.